# تپه مسکوتان
تپه مسکوتان مربوط به دوره قاجار است و در شهرستان نیک‌شهر، بخش فنوج، روستای مسکوتان واقع شده و این اثر در تاریخ ۳۰ تیر ۱۳۸۴ با شمارهٔ ثبت ۱۲۲۸۹ به‌عنوان یکی از آثار ملی ایران به ثبت رسیده است.